# Hôtel Mignot
L'hôtel Mignot est un hôtel particulier de style haussmannien situé au no 17 du boulevard Lundy, à Reims. 

## Historique
L'hôtel Mignot a été construit en 1911 par l'architecte François-Adolphe Bocage pour Édouard Mignot, fondateur des Comptoirs français (magasins à succursales multiples). Après la Première Guerre mondiale, la maison est vendue à la famille Clauzier. Pendant la Seconde Guerre mondiale, elle est réquisitionnée par les Allemands, puis début 1945 par les Américains. Elle devient de février à mai 1945, la résidence du général Eisenhower qui a établi le quartier général allié à Reims, se trouvait au collège moderne et technique.

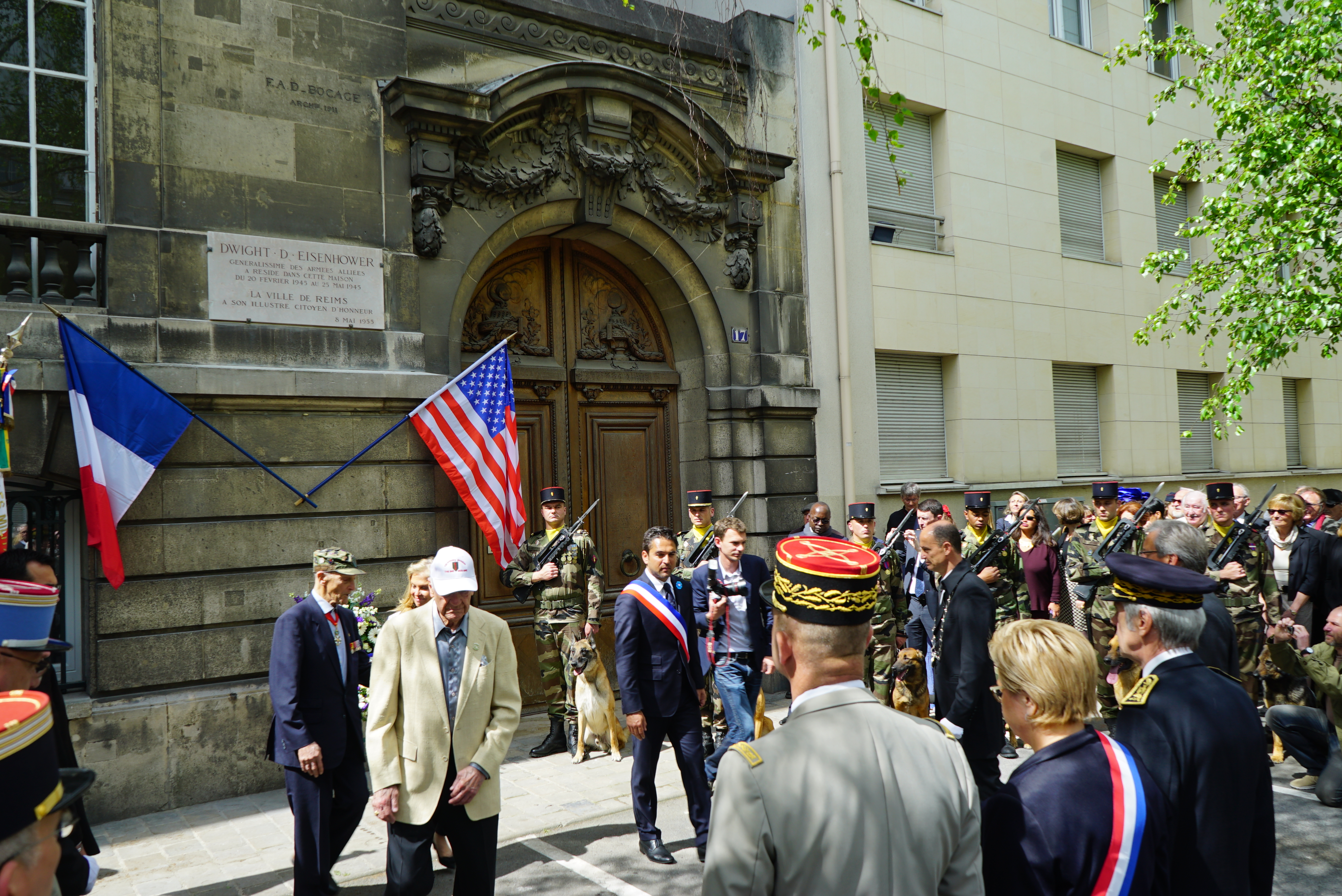
Commémoration en 2015 devant l'immeuble.

Une plaque installée sur la maison en février 1955, pour le dixième anniversaire de son installation, le rappelle: 

« « Dwight D. Eisenhower généralissime des armées alliées a résidé dans cette maison du 20 février 1945 au 25 mai 1945. La Ville de Reims à son illustre citoyen d'honneur. 8 mai 1955 » »

En 1957, l’architecte Maurice Clauzier divise l'hôtel Mignot en appartements et y installe son agence.
En 2022, l'hôtel renommé Résidence Eisenhower, a été restauré et restructuré par le cabinet d'architecte Chatillon Architectes pour en faire une maison d’accueil  pour les maisons de Champagne Piper-Heidsieck, Charles Heidsieck et Rare Champagne.

## Description de l'hôtel Mignot

### Extérieur
L'hôtel a été construit en 1911 dans le style néo-Louis XVI avec des façades en pierre de taille.
Il a été construit avec un rez-de-chaussée et trois étages. 

### Intérieur

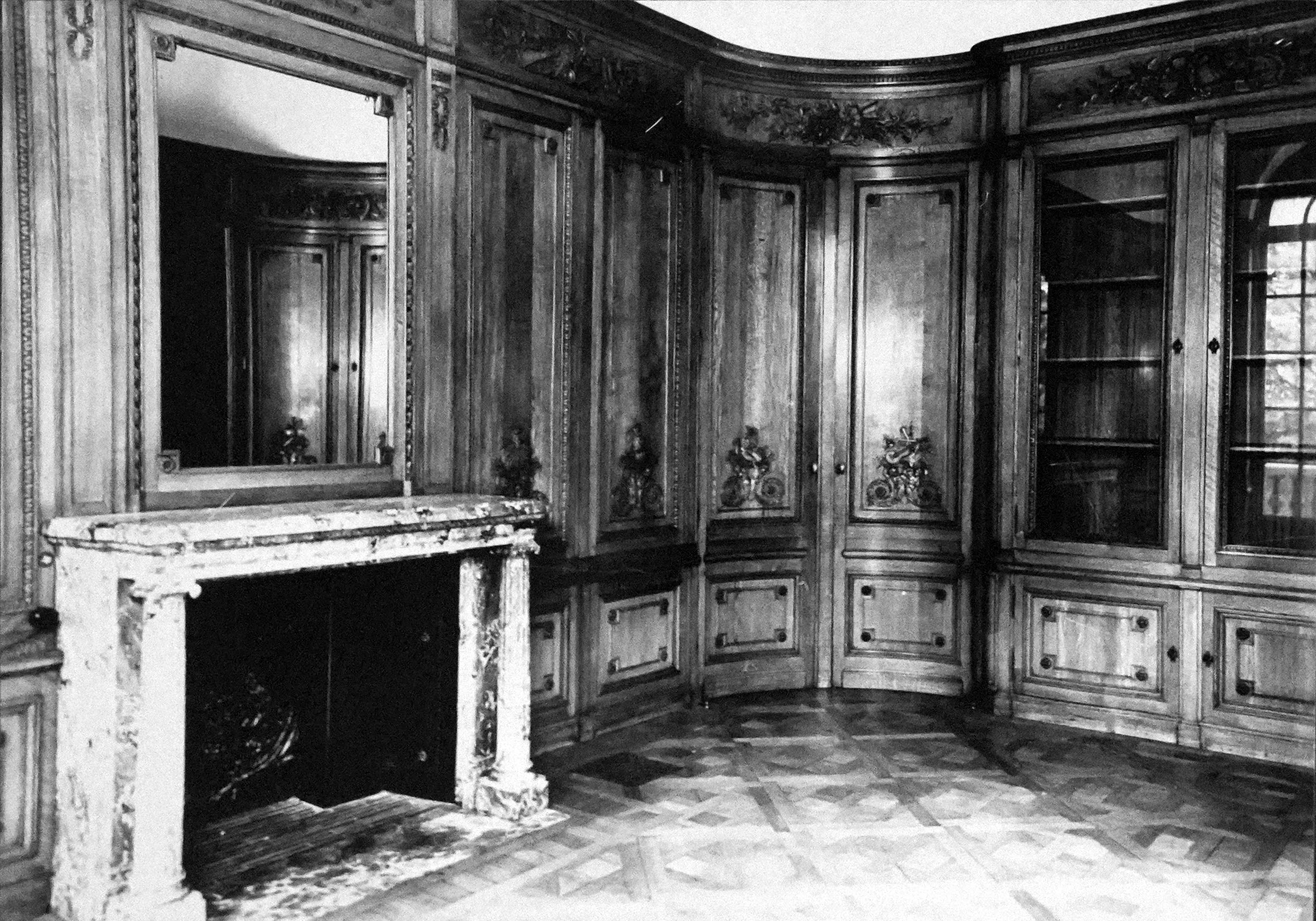
Salon au milieu du XXe siècle.

L'entrée se fait dans un grand hall avec un grand escalier d’honneur, à double révolution, en marbre blanc 

## Galerie

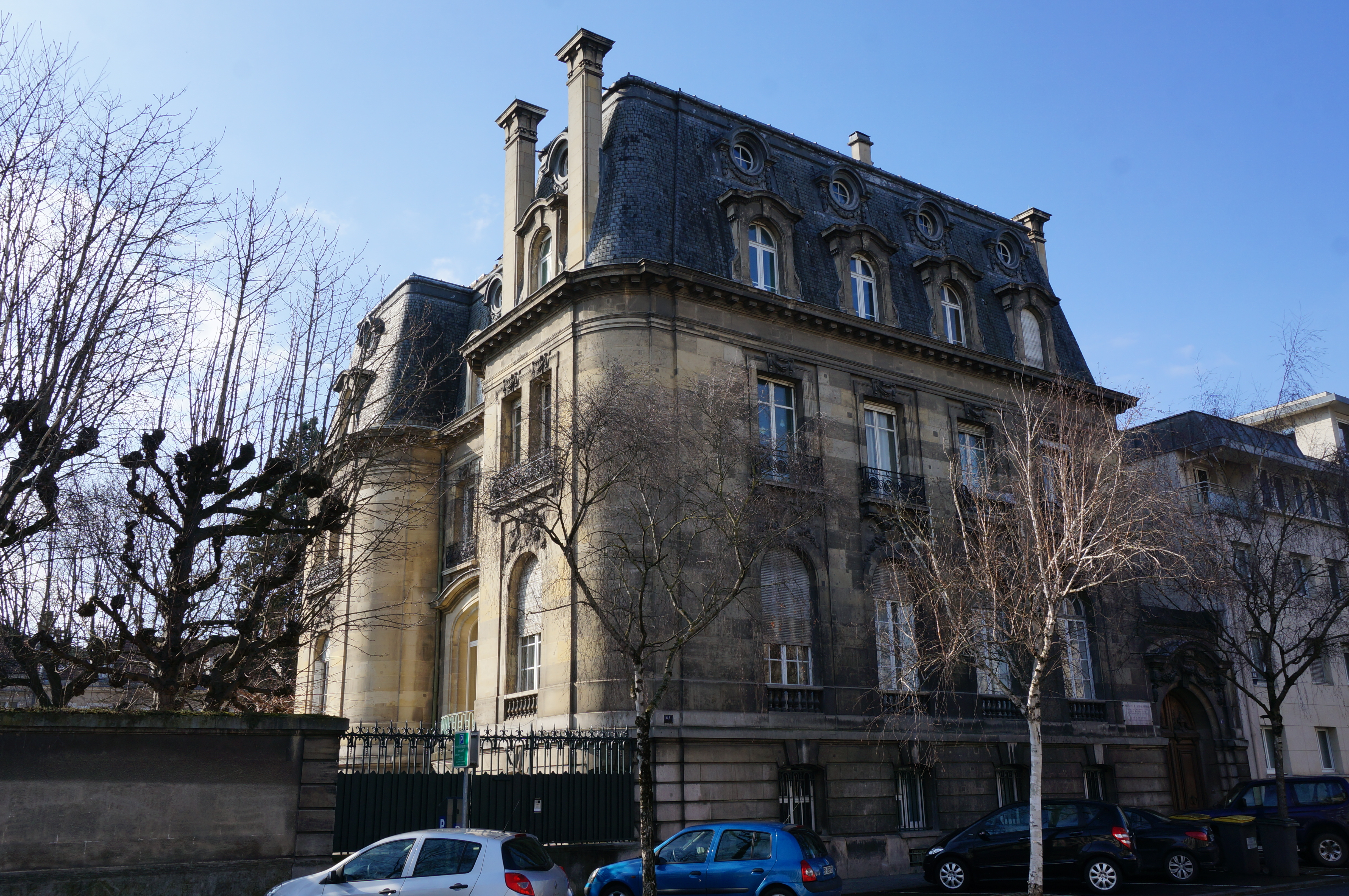
Vue depuis la rue,
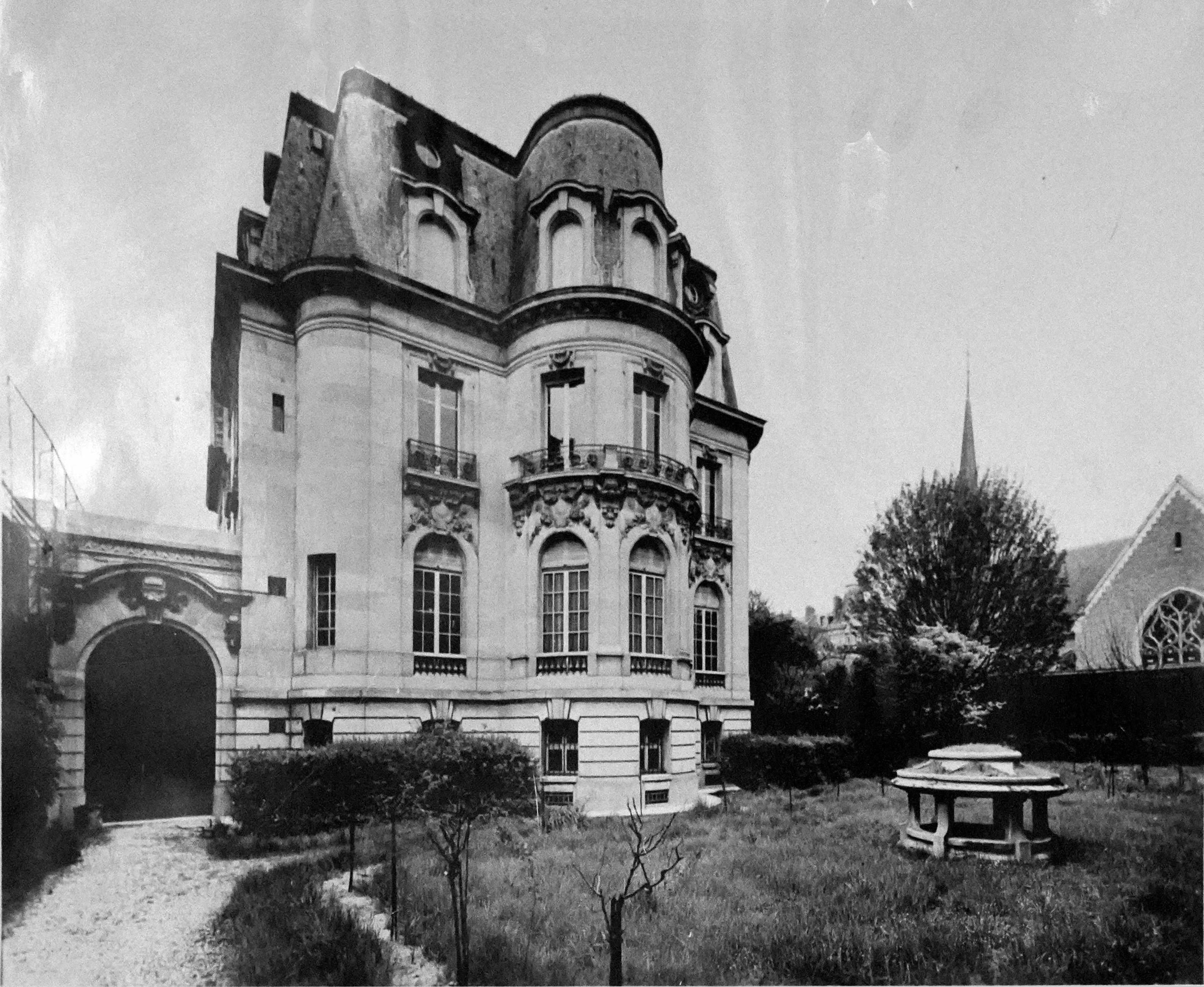
côté jardin,
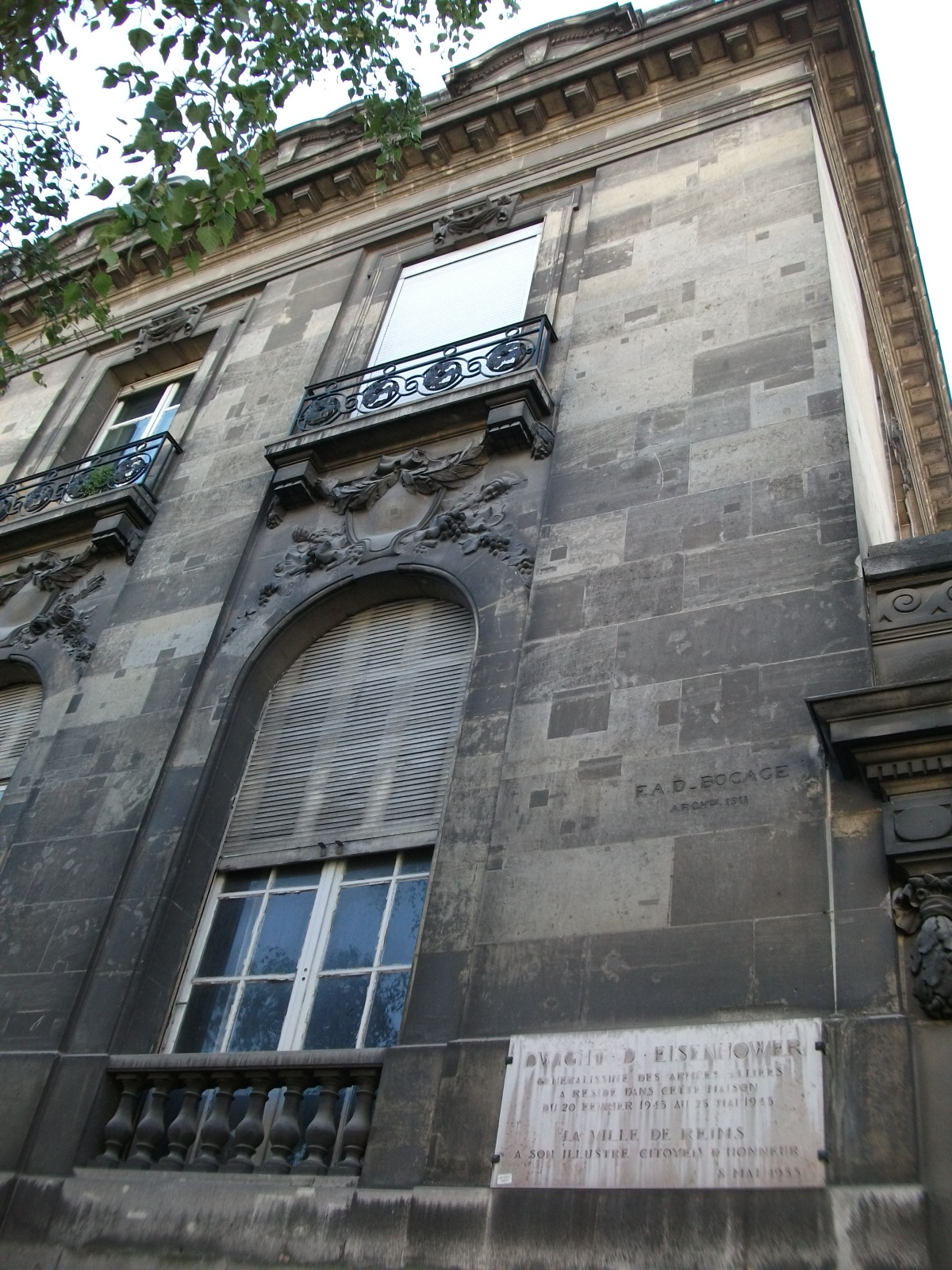
Angle donnant sur la rue et le jardin avec la plaque commémorative à Einsenhower.
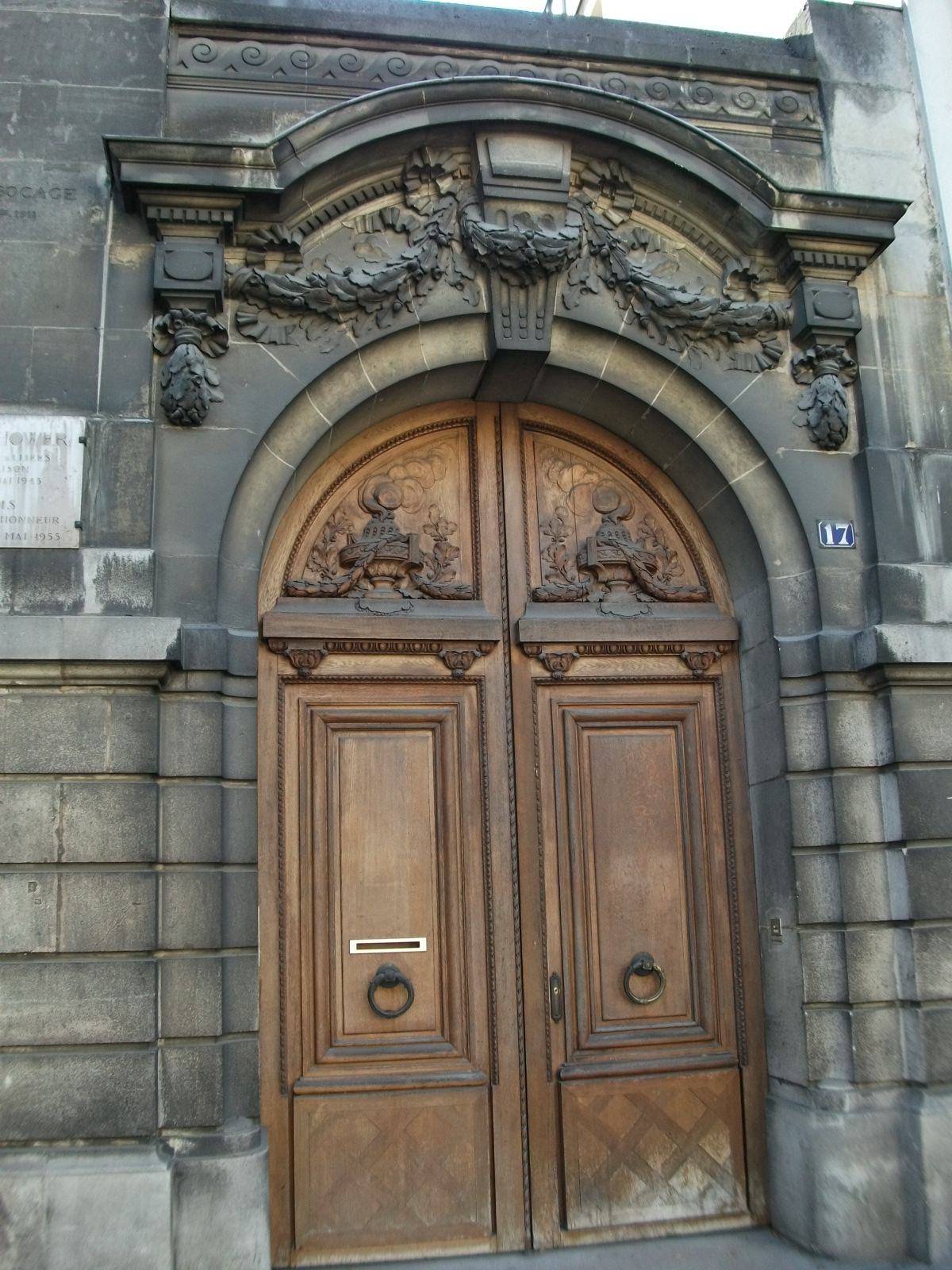
Porche d'entrée.